# بافتا
بافاتا شهری در مرکز گینه بیسائو است که به عنوان زادگاه آمیلکار کابرال شناخته می شود. این شهر 22501 نفر جمعیت دارد (2008). این مرکز مرکز منطقه بافاتا و همچنین مقر اسقف کاتولیک رومی بافاتا است که در مارس 2001 با کارلوس پدرو زیلی به عنوان اسقف تأسیس شد. 
بافاتا به خاطر آجرسازی اش معروف است. در دهه 1880، این مرکز تجاری برای پرتغالی‌ها، شامل بادام زمینی، گاو، پوست، منسوجات و نمک بود.